# Radíkov (ort i Tjeckien, lat 49,64, long 17,36)
Radíkov är en stadsdel i Olomouc i Tjeckien. Den ligger i den östra delen av landet, 220 km öster om huvudstaden Prag. Radíkov ligger 358 meter över havet och antalet invånare är 135.
Terrängen runt Radíkov är platt åt sydväst, men åt nordost är den kuperad. Runt Radíkov är det ganska tätbefolkat, med 78 invånare per kvadratkilometer. Närmaste större samhälle är Olomouc, 9,1 km sydväst om Radíkov. Trakten runt Radíkov består till största delen av jordbruksmark.